# Pierre-Joseph Garrez
Pierre-Joseph Garrez, né le 24 février 1802 à Paris où il est mort le 4 décembre 1852, est un architecte français.

## Biographie
Fils de l'architecte Pierre Garrez (1753-1819), Pierre-Joseph Garrez entre à l'école des Beaux-Arts, à Paris, en 1820. Il est l'élève de Delespine, Vaudoyer et Lebas. Il obtient le Premier Grand Prix de Rome en 1830. Il séjourne à Rome entre 1831 et 1835. Il réside alors à la villa Médicis et y rencontre Hippolyte Flandrin, les architectes Simon-Claude Constant-Dufeux, Prosper Morey et Victor Morey, avec qui il se lie d'amitié.
Il réalise différents relevés de monuments antiques, dont le port de Trajan à Ostie. À son retour en France, il obtient le 3e prix du concours pour la reconstruction de l'hôtel de ville d'Avignon. Il profite de ce séjour pour réaliser de nombreuses œuvres. 
Entre 1837 et 1848, il est associé à la Commission des monuments historiques et participe à la restauration de nombreux monuments : l'église de Moret, de Dammarie-les-Lys ou de Provins par exemple. Il propose diverses œuvres au Salon entre 1835 et 1842, principalement des aquarelles sur des thèmes d'architecture médiévale italienne.
En 1842, il est nommé architecte de l'École des ponts-et-chaussées, il occupe ce poste jusqu'à sa mort.[réf. nécessaire]
Sa fille épouse l'architecte Louis Jules André en 1855.

## Œuvres

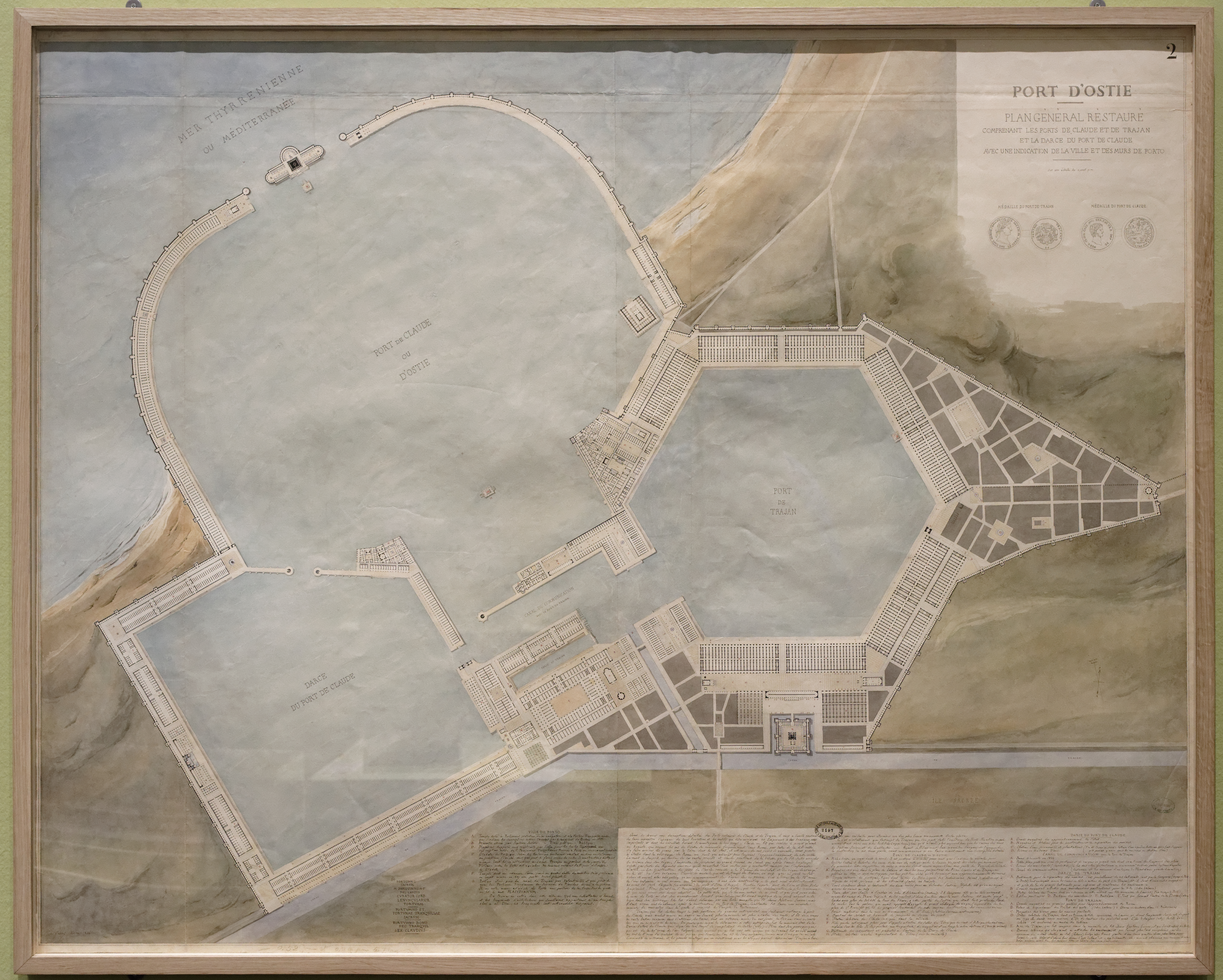
Port de Claude et Trajan à Ostie, fait en 1834

- Galerie des modèles de l’École des ponts et chaussées, 1845-1846
- Ermenonville, ruines de l'abbaye de Chaalis,1827, dessin au crayon réhaussé d'aquarelle, 19,3 × 21,5 cm (montage 48,7 × 31,8 cm), collé en plein sur un ancien montage, Musée des Beaux-Arts de Nancy